# Satoshi Ishii
Satoshi Ishii, född den 19 december 1986 i Ibaraki, Japan, är en japansk-kroatisk judoka och MMA-utövare. Han tog OS-guld i herrarnas tungvikt vid de de olympiska sommarspelen 2008 i Peking. Under sin MMA-karriär har han tävlat för Rizin FF och Bellator. Sedan 2019 tävlar han i PFL.